# Tarnobrzeg
Tarnobrzeg ist eine kreisfreie Stadt in Polen in der Woiwodschaft Karpatenvorland.

## Geografie
Tarnobrzeg liegt im Südosten Polens am rechten Ufer der Weichsel. Administrativ grenzt die Stadt im Norden direkt an Sandomierz, Woiwodschaft Heiligkreuz.

## Geschichte
Bereits 1567 gab es Bemühungen zur Errichtung einer Stadt an der Stelle des Dorfes Miechocin. Am 28. Mai 1593 wurde dann von Sigismund III. Wasa das Stadtrecht nach Magdeburger Recht erteilt. Damit besaß die Stadt das Recht, zweimal im Jahr einen Jahrmarkt abzuhalten. 1676 wurden eine Kirche und ein Kloster der Franziskaner (OFM) gegründet. 1734 weilte Stanislaus I. Leszczyński im Schloss der Stadt, um ein Bündnis zur Rückgewinnung des Throns zu bilden.
Mit der ersten Teilung Polens kam Tarnobrzeg unter österreichische Herrschaft. 1855 wurde der Ort Kreisstadt und 1867 Sitz eines Starost. 1909 wurde eine Schule eröffnet. Im Ersten Weltkrieg wurde die Stadt beschossen, die jüdische Bevölkerung teilweise auf russisches Gebiet ausgewiesen und schikaniert. Bei einem Bauernaufstand am 6. November 1918 verkündeten Tomasz Dąbal und Eugeniusz Okoń die kurzlebige sozialistisch-kommunistische Republik Tarnobrzeg (Republika Tarnobrzeska), die Anfang 1919 militärisch niedergeschlagen wurde. 1921 bis 1924 wurde Tarnobrzeg Teil des zentralen Wirtschaftszentrums des neugegründeten Polen.
Nach dem deutschen Einmarsch 1939 wurden die jüdischen Bürger, die zu Anfang des Jahrhunderts etwa 80 % der Bevölkerung der Stadt Tarnobrzeg ausgemacht hatten, systematisch verfolgt. Nach Erschießungen und Einweisungen in Arbeitslager und Ghettos wurden fast alle Juden bis 1944 in die Vernichtungslager deportiert. Die bis zum 16. Jahrhundert zurück belegbare jüdische Gemeinde Tarnobrzeg-Dzików wurde damit ausgelöscht.
Im Umfeld der Stadt wurden von der deutschen Besatzungsmacht drei große Truppenübungsplätze angelegt – der Truppenübungsplatz Süd, der Luftwaffenübungsplatz Gorno und der SS-Truppenübungsplatz Heidelager.
1944 gab es um die Stadt heftige Gefechte; am 5. August wurde sie von der Roten Armee eingenommen.
1953 setzte infolge der Entdeckung von Schwefelvorkommen ein deutliches Wachstum der Stadt ein. 1960 wurde ein Schwefelsäure-Kombinat errichtet, die Grube Machów. Noch im 20. Jahrhundert wurde die Ausbeutung der Lagerstätte allerdings wieder aufgegeben und die Grube 1994 in einen See umgewandelt.
Im Rahmen einer Verwaltungsreform 1975 wurde die Stadt Sitz der Woiwodschaft Tarnobrzeg. Eine erneute Reform beendete diesen Status Ende 1998 und schlug Tarnobrzeg der Woiwodschaft Karpatenvorland zu.

## Städtepartnerschaften
- Banská Bystrica (Slowakei), seit dem 20. November 2001
- Tschernihiw (Ukraine), seit dem 16. März 2004

## Kultur und Sehenswürdigkeiten

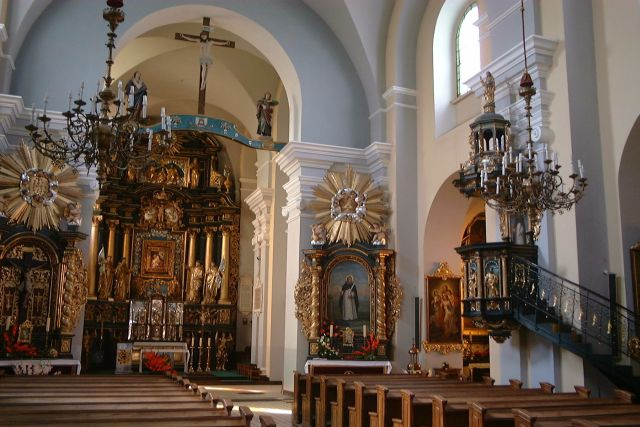
Das Dominikanerkloster

### Museen
- Historisches Museum der Stadt

### Bauwerke
- Kirche der Maria Magdalena (12. Jahrhundert)
- Dominikanerkloster – Es wurde 1676 von Jan und Zofia Tarnowski gestiftet. Architekt war Jan Michał Link.
- Schloss in Dzików – Der erste Teil des Komplexes wurde im 15. Jahrhundert als Wachturm errichtet. Im 17. und 18. Jahrhundert wurde er zur Residenz ausgebaut. Im 19. Jahrhundert erfolgte ein weiterer Umbau, der auch die Umgebung mit Parks betraf. Ab 1834 wurde im Schloss eine wichtige Sammlung berühmter Maler des 16. bis 18. Jahrhunderts aufbewahrt. Auch befand sich in dem Anwesen eine Bibliothek, die bis 1939 eine handschriftliche Kopie von Pan Tadeusz enthielt. Nach einem Brand 1927 wurde das Schloss im Stil des frühen Barock wieder aufgebaut.
- Jagdschloss in Mokrzyszów

## Söhne und Töchter der Stadt
- Stanisław Tarnowski (1837–1917), Literaturhistoriker, konservativer Politiker und Publizist
- Max Beer (1864–1943), Publizist und Historiker
- Jehuda Ja’ari (1900–1981), israelischer Schriftsteller
- Andrzej Mleczko (* 1949), Grafiker und Karikaturist
- Marian Stala (* 1952), Literaturhistoriker und -kritiker
- Mariusz Kukiełka (* 1976), Fußballspieler
- Ewelina Kobryn (* 1982), Basketballspielerin